# Gante-Wevelgem 1974
La Gante-Wevelgem 1974 fue la 36.ª edición de la carrera ciclista Gante-Wevelgem y se disputó el 2 de abril de 1974 sobre una distancia de 244 km.  
El británico Barry Hoban (Gan-Mercier-Hutchinson) se impuso en la prueba al sprint al imponerse a un pequeño grupo que se presentó en la meta. Eddy Merckx y Eric Leman abrieron la brecha pero la velocidad del británico sirvió para colarse entre los dos y ganar la clásica. 

## Clasificación final
| Posición | Ciclista           | Equipo                         | Tiempo    |
| -------- | ------------------ | ------------------------------ | --------- |
| 1        | Barry Hoban        | Gan-Mercier-Hutchinson         | 5h 30'00" |
| 2        | Eddy Merckx        | Molteni                        | m.t.      |
| 3        | Roger De Vlaeminck | Brooklyn                       | m.t.      |
| 4        | Alain Santy        | Gan-Mercier-Hutchinson         | m.t.      |
| 5        | Eric Leman         | MIC-Ludo-De Gribaldy           | m.t.      |
| 6        | Freddy Maertens    | Carpenter-Confortluxe-Flandria | m.t.      |
| 7        | Walter Planckaert  | Watney-Maes Pils               | m.t.      |
| 8        | Walter Godefroot   | Carpenter-Confortluxe-Flandria | m.t.      |
| 9        | Frans Verbeeck     | Watney-Maes Pils               | m.t.      |
| 10       | Roger Swerts       | Ijsboerke-Colner               | m.t.      |